# Ludwig Folliot de Crenneville
Ludwig Folliot de Crenneville (Ludwig Graf Folliot de Crenneville) (n. 22 martie 1815, Sopron, Comitatul Sopron, Ungaria – d. 22 iunie 1888, Gmunden, Austria Superioară, Austria) a fost guvernator al Transilvaniei între anii 1861-1867.